# Neudorf (gmina)
Neudorf (1941–44 Polminowice) – dawna gmina wiejska w powiecie drohobyckim województwa lwowskiego II Rzeczypospolitej. Siedzibą gminy był Neudorf (od 1938 Polminowice).
Gminę utworzono 1 sierpnia 1934 r. w ramach reformy na podstawie ustawy scaleniowej z dotychczasowych gmin wiejskich: Bolechowce, Gaje Wyżne, Gaje Niżne, Neudorf, Poczajowice i Raniowice.
Po II wojnie światowej obszar gminy znalazł się w ZSRR.